# Žarko Jeličić
Žarko Jeličić (Servisch: Жарко Јеличић) (Belgrado, 12 oktober 1983) is een Servisch voetballer die bij voorkeur als middenvelder speelt.